# Ron Greenwood
Ronald 'Ron' Greenwood (Worsthorne, 11 de novembro de 1921 - 9 de fevereiro de 2006) foi um futebolista profissional e treinador inglês que atuava como defensor.

## Carreira
Ron Greenwood treinou e convocou o elenco da Seleção Inglesa de Futebol, da Copa de 1982 e Euro 1980.